# Nowogród
Nowogród là một thị trấn thuộc huyện Łomżyński, tỉnh Podlaskie ở đông-bắc Ba Lan. Thị trấn có diện tích 21 km². Đến ngày 1 tháng 1 năm 2011, dân số của thị trấn là 2085 người và mật độ 101 người/km².